# Liste der Monuments historiques in Martigny-les-Gerbonvaux
Die Liste der Monuments historiques in Martigny-les-Gerbonvaux führt die Monuments historiques in der französischen Gemeinde Martigny-les-Gerbonvaux auf.

## Liste der Objekte
| Bezeichnung                            | Beschreibung                                                     | Standort                      | Kennzeichnung | Schutzstatus | Datum | Bild |
| -------------------------------------- | ---------------------------------------------------------------- | ----------------------------- | ------------- | ------------ | ----- | ---- |
| Skulptur Johannes der Täufer           | Holz, farbig gefasst, 1706                                       | in der Kirche St-Léger (Lage) | PM88000529    | Classé       | 1961  |      |
| Relief Allerheiligstes Sakrament       | Gips, farbig gefasst, 18. Jahrhundert                            | in der Kirche St-Léger (Lage) | PM88001563    | Inscrit      | 2006  |      |
| Zwei Seitenaltäre                      | jeweils Retabel und Skulptur; Kalkstein, 15. und 18. Jahrhundert | in der Kirche St-Léger (Lage) | PM88001564    | Inscrit      | 2006  |      |
| Kirchenbänke                           | Eichenholz, um 1800                                              | in der Kirche St-Léger (Lage) | PM88001565    | Inscrit      | 2006  |      |
| Skulptur Johannes                      | Holz, farbig gefasst, 17. Jahrhundert                            | in der Kirche St-Léger (Lage) | PM88001561    | Inscrit      | 2006  |      |
| Statuenreliquiar des heiligen Leodegar | Holz, 18. Jahrhundert                                            | in der Kirche St-Léger (Lage) | PM88001562    | Inscrit      | 2006  |      |